# Любачево (Сумский район)

Любачево (укр. Любачеве) — село, Садовский сельский совет, Сумский район, Сумская область, Украина.
Код КОАТУУ — 5924786803. Население по переписи 2001 года составляло 69 человек.

## Географическое положение
Село Любачево находится на берегу реки Стрелка, выше по течению примыкает село Елисеенково, ниже по течению — массив садовых участков, переходящий в город Сумы. Рядом проходят автомобильные дороги Н-07, Н-12 и Т-1909. В 1,5 км от села расположен аэропорт.